# Grossite
La grossite est un minéral d'oxyde d'aluminium et de calcium de formule CaAl4O7. C'est un minéral vitreux incolore à blanc qui cristallise dans le système cristallin monoclinique,.
La grossite a été décrite pour la première fois en 1994 à partir d'un échantillon dans la formation Hatrurim en Israël. Elle a été nommée en l'honneur de Shulamit Gross (1923-2012) de la Commission géologique d'Israël,.
Elle se forme dans le calcaire impur métamorphisé à haute température de la formation de Hatrurim et faible pression; et également dans les inclusions riches en calcium-aluminium des météorites chondritiques. Les minéraux associés dans la localité type comprennent la brownmillerite, la chlormayénite et la larnite. Dans les météorites, elle est associée à la pérovskite, la mélilite, l'hibonite, le spinelle et le pyroxène riche en calcium. En 2024, 20 gisements recensés sont répartis sur terre, et 3 métérorites étudiées en contiennent. 